# Nico Klopp
Nico Klopp (n. 18 septembrie 1894, Bech-Kleinmacher⁠(d), Grevenmacher, Luxemburg – d. 29 decembrie 1930, Lëtzebuerg, Luxemburg) a fost un pictor luxemburghez cunoscut mai ales pentru picturile sale post-impresioniste cu scene de pe râul Moselle unde a locuit.

## Viața timpurie
Născut la 18 septembrie 1894 la Bech-Kleinmacher pe Moselle în sud-estul Luxemburgului, Klopp a urmat Școala de Arte și Meserii din Luxemburg înainte de a studia arta la Köln (1916-1918) și Weimar (1919-1920).

## Cariera
La mijlocul anilor 1920, el s-a numărat printre cei care au reacționat nu doar împotriva tendințelor secolului al XIX-lea, ci și împotriva impresioniștilor, inspirați de artiști precum Vincent van Gogh și Paul Cézanne. Împreună cu Joseph Kutter și un grup de alți artiști luxemburghezi, el s-a separat de Cercle artistique de Luxembourg și a devenit co-fondator al Salon de la Sécession în 1927, inspirat de evoluțiile secesioniste de la München, Viena și Berlin.
Klopp a locuit în Remich, unde a pictat multe poze cu podul peste Moselle. Atât peisajele sale, cât și picturile cu natură moartă sunt deosebite prin coloritul strălucitor și tușele lor solide, care evidențiază clar subiectele principale. Și-a expus lucrările la multe saloane și expoziții din Luxemburg, Trier, Nancy, Bruges și Echternach. A murit în Luxemburg, la 29 decembrie 1930, când avea doar 36 de ani.

## Gallery

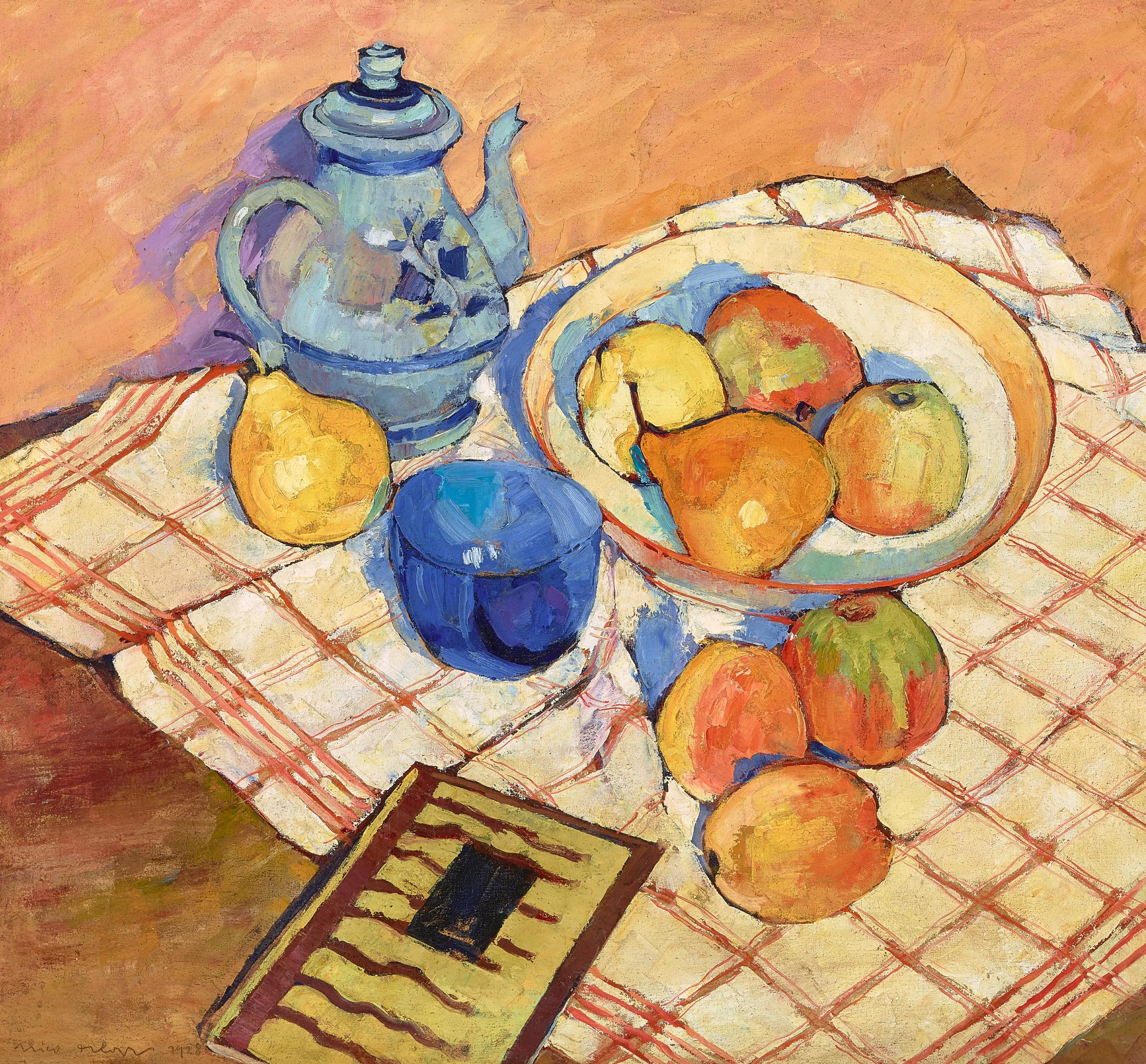
Nico Klopp: Natură moartă cu fructe (1930)
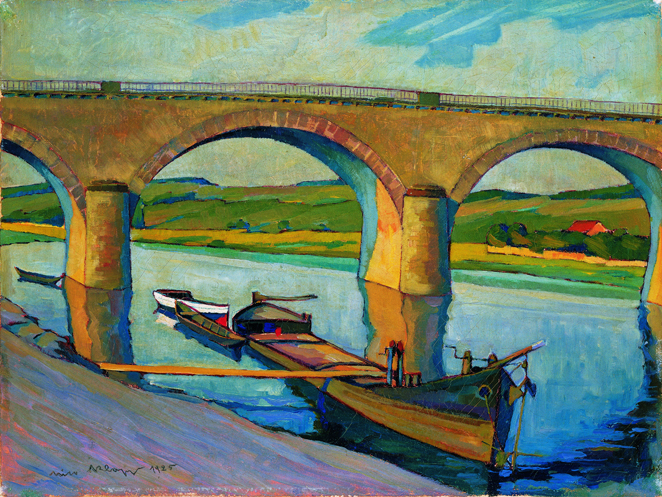
Nico Klopp: Podul din Remich (1925)
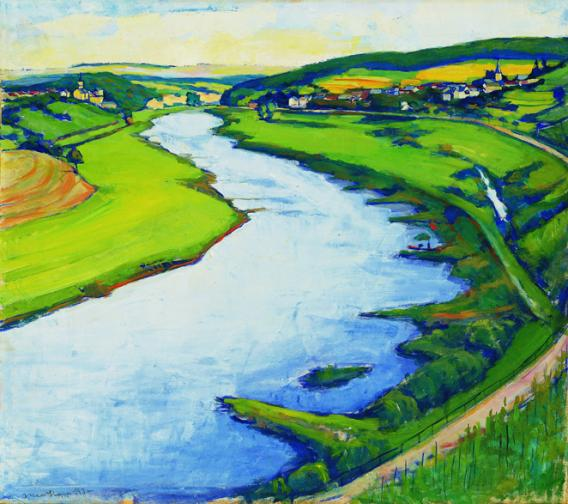
Nico Klopp: Extinderea râului Moselle la Greiveldange cu Stadtbredimus (1930)
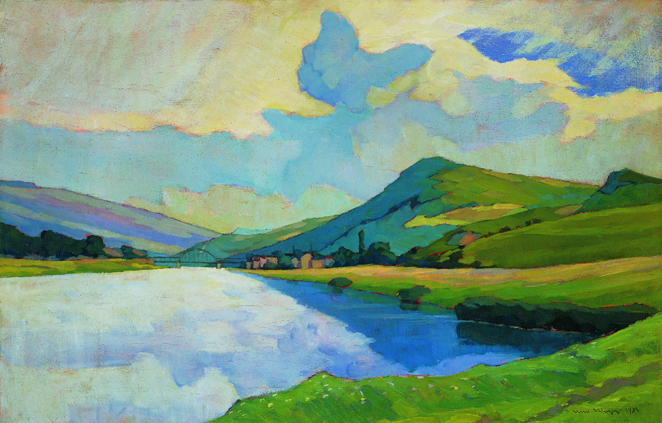
Nico Klopp: Râul Moselle lângă Schengen (1924)